# فرانسيس شاني
فرانسيس شاني هي ممثلة أوكرانية، ولدت في 23 يوليو 1915 في أوديسا في أوكرانيا، وتوفيت في 23 نوفمبر 2004 في مانهاتن في الولايات المتحدة بسبب مرض آلزهايمر.

## وصلات خارجية
- فرانسيس شاني على موقع IMDb (الإنجليزية)
- فرانسيس شاني على موقع قاعدة بيانات برودواي على الإنترنت (الإنجليزية)